# Golfbiljart

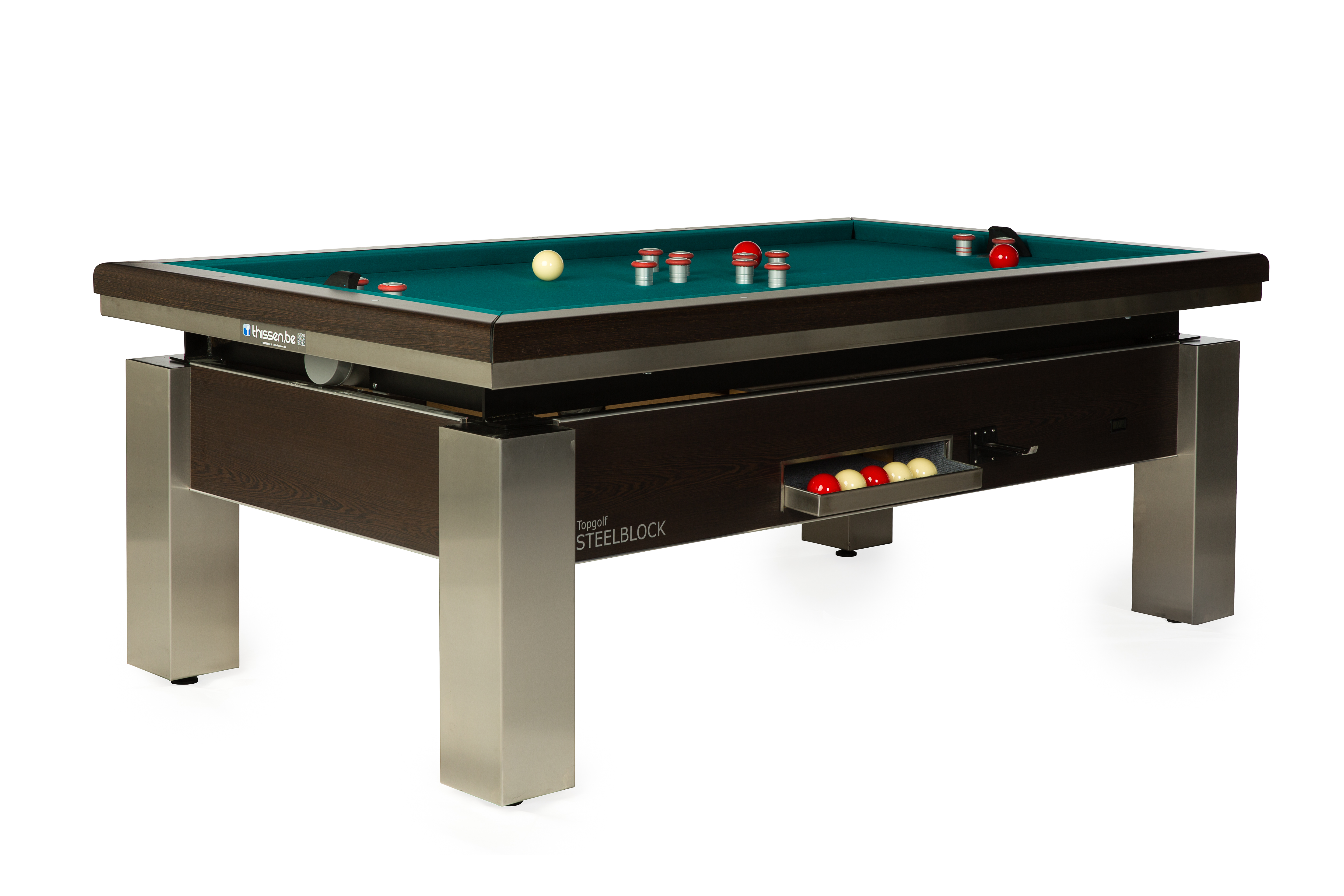
Golfbiljart Steelblock

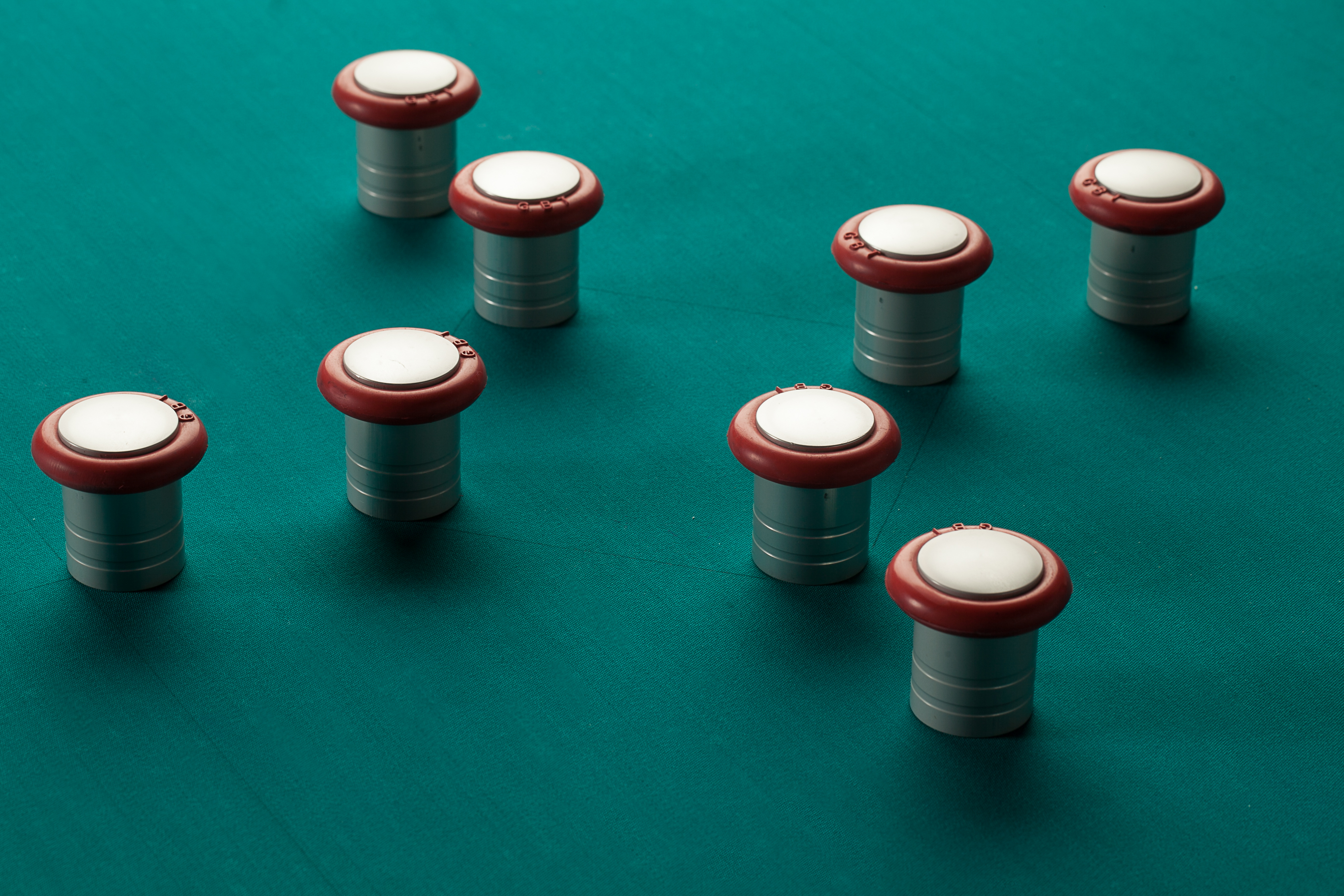
Golfbiljart toppen van het middenbos

Golfbiljart (ook wel tapbiljart, topbiljart, stoppenbiljart of toppenbiljart genoemd) is een biljartvariant die gespeeld wordt tussen twee individuen of twee ploegen van twee spelers met vijf rode en vijf witte ballen. Daarbij pogen de spelers om het eerst en om beurt alle eigen speelballen in het doel te stoten.
De biljarttafel is rechthoekig en meet in competitieverband minimaal 180 cm op 90 cm. In het midden zijn acht rubberen toppen of tappen in kruisvorm opgesteld. De twee doelen bevinden zich in het midden van elke korte band van de speeltafel. Links en rechts van het doel staan nog twee rubberen toppen.
Deze biljartvariant is minder bekend dan het carambolebiljart, het snooker of het poolen, maar wordt in België en Nederlands Limburg nog vaak gespeeld in cafés, ook in club- en competitieverband.

## Geschiedenis

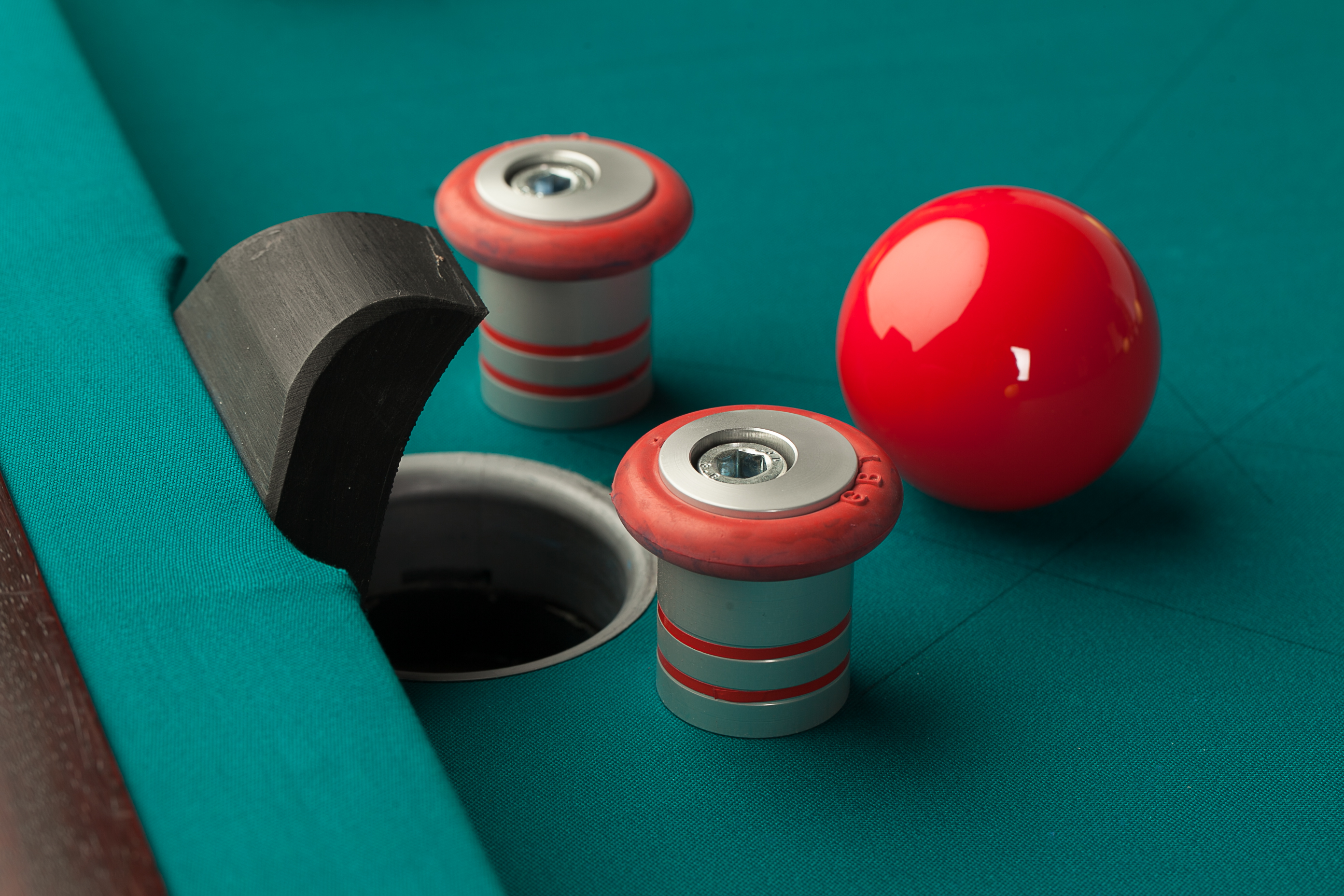
Golfbiljart doel

In zijn vroegste vorm werd biljart op de grond gespeeld met bollen en een gehoekte stok, het had veel weg van beugelen. Het spel evolueerde en werd vanaf het begin van de 16de eeuw op een tafel binnenskamers gespeeld. Ook de keu onderging grote veranderingen en is nu een gepolijste, rechte stok geworden met pomerans. Ondertussen bestaan er verschillende biljartsoorten waarvan sommige worden gespeeld op een tafel met zakken, zo kennen we het snooker en pool. Andere worden gespeeld zonder zakken, maar met hulpmiddelen als kegels, of gaten en toppen, één daarvan is het golfbiljart.

## Spelregels

### Startopstelling

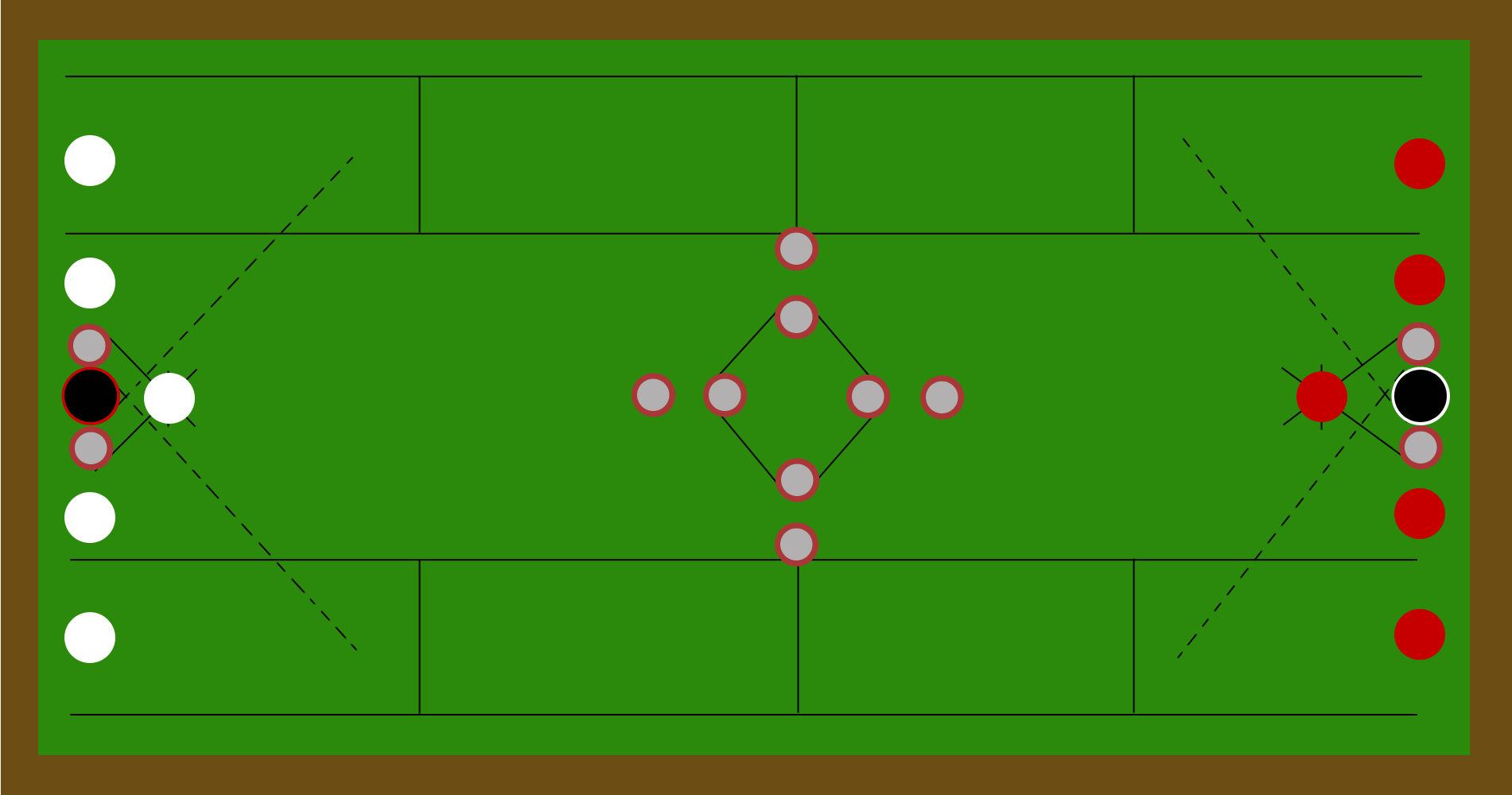
Startopstelling golfbiljart

De spelers stellen zich op aan beide korte zijden van het biljart. Elke speler speelt met vijf ballen (rode of witte). De ballen worden op bepaalde stippen gelegd aan de korte band : twee ballen links en twee ballen rechts van het doel. De vijfde bal ligt vlak voor het doel.

### Doel van het spel
Winnaar is diegene die als eerste zijn vijf ballen kan potten in het overstaande doel. Dit doet men door met een keu op de eigen bal te stoten, en zo een bal te potten of goed te leggen.

### Openingsstoot
Beide spelers beginnen gelijktijdig aan de wedstrijd. Ze spelen de middelste bal naar links in de richting van het overstaande doel. De bal van de ene speler moet vertrokken zijn voor de bal van de andere speler de band raakt. Degene van wie de bal het dichtst bij het doel van de tegenstander ligt mag verder spelen.

### Spelverloop
Het spel wordt gespeeld door twee of twee maal twee spelers, die om de beurt spelen. Wie een bal in het doel stoot, blijft aan de beurt.
Meestal wordt er gespeeld tot een van beide spelers twee keer gewonnen heeft, maximum drie spellen dus. Soms wordt er ook gewoon 1 spel gespeeld (dit heet in de volksmond: lap af).
Nu moet men proberen met de eigen ballen te stoten om die in het doel aan de overkant te potten. Dit kan door rechtstreeks in het doel te potten of onrechtstreeks langs de band of langs een andere bal.
Het is niet toegelaten om met de eigen bal rechtstreeks tegen een andere bal van dezelfde kleur te stoten: dit telt als een fout.
Ook is het niet toegestaan een bal over de toppen te stoten, de bal moet te allen tijde voeling met het blad houden. Dit telt ook als een fout.
De bal mag ook niet rechtstreeks voor je eigen pot gespeeld worden of je eigen bal moet eerst een bal, band of top geraakt hebben.

### Speciale stoten
Vlieger
Bij deze stoot wordt de bal zeer hard tegen de band gestoten en wordt zo gepot.
Wedstrijdreglement:
Art. 26 Vliegeren.
Vliegeren met een bal die ligt tussen de lange band en de op 9,2 cm parallel getrokken lijn, is niet toegestaan. Bij overtreding:
1. verliest men de beurt
2. worden alle ballen op hun plaats teruggelegd

Pikeren (moet gebeuren wanneer een bal onder de stootlijn ligt en een harde stoot niet is toegestaan)
Bij deze stoot gaat men met de keu bijna verticaal op de bal stoten om zo de bal een zeer korte draaibeweging te doen maken. Dit wordt vooral toegepast als de bal zeer dicht bij het gat ligt maar er niet rechtstreeks in kan.

### Tactiek
De bedoeling is om de aanvallende ballen van de tegenspeler uit te schakelen door ze in ongunstige posities te plaatsen. Ongunstige posities kunnen zijn: de bos, achter de doppen van de aanval-of verdedigingsdoelmond (het zogenaamde strafpunt) of in de aanval, maar onder de preslijn (de lijn die bepaalt of je al dan niet hard mag stoten bij een doelpoging). Dergelijke ballen die in de aanval liggen maar ongunstig (zonder rechtstreekse doelkansen) noemt men voorposten. Men kan de tegenspeler voorposten bezorgen door te 'toppen', dit wil zeggen de rechtstreekse aanvaller van de tegenspeler via de top in de ongunstige positie spelen waarbij de eigen bal -normaal gezien en bij goede uitvoering- in de aanval komt en zo het initiatief overneemt. Men kan de tegenspeler ook in een benarde situatie leggen door middel van blokkade, dit wil zeggen een bal van de tegenspeler blok leggen met een eigen bal, dergelijke ballen noemt men grendelballen omdat ze immers de bal van de tegenspeler vergrendelen.

## Competities
Voor competitiewedstrijden in België zijn de spelers verzameld in een ploeg, verschillende ploegen in een club, verschillende clubs in een verbond zoals KBWW, GVA, WGF, ... De verbonden worden overkoepeld door de Belgische Golfbiljartbond (BGB).
Een wedstrijd bestaat uit minstens zes partijen die betwist worden door spelers van twee ploegen. Een partij wordt beslist in twee manches met eventueel een derde manche, de “belle”, bij gelijke stand.
Bij bekerwedstrijden wordt er bij een 3-3 stand de zogenaamde super-belle gespeeld.
Elk Team stelt 3 spelers op. Elke speler speelt 1 manche. Het Team welke als eerste 2 manches weet te winnen is de winnaar van het bekerduel.

## Spelers
Ook in het golfbiljart zijn er spelers die domineren of gedomineerd hebben op het groene laken. Het hoogste wat je kan bereiken is Belgisch Kampioen worden.
| | Belgisch Kampioen | Trofee Der Kampioenen |
| --- | ----------------- | --------------------- |
| Benny Ceulemans | 10x               | 11x                   |
| Gerrit Peetermans, Leo Taelman | 4x                | 2x                    |
| Yves Donni, Pierre-Albert Conard | 3x                | 2x                    |
| Jos Claes, Didier Cours | 3x                | 1x                    |
| Johan Vervaeck | 2x                | 2x                    |
| Danny Bogaerts | 2x                | 1x                    |
| Etienne Vanaeken | 2x                | /                     |
| Alphonse Peeters, Peter De Backer | 1x                | 3x                    |
| Hedwig Van den Borre | 1x                | 2x                    |
| Hubert Evers, Frans Miseur, Jean-Pierre Cours | 1x                | 1x                    |
| Peter Ramaekers, Johan Van Onderbergen, Romain Meese, Marc Lepever, Francis Odeurs, Abdelaziz Driouche, Erik Van den Zegel, Ludo Keersmaekers, Daniël De Donder | 1x                | /                     |
| Didier Mestrez | /                 | 3x                    |
| Geert Van Schepdael | /                 | 2x                    |

Gegevens 2023
Naast deze twee belangrijke trofeeën zijn er nog tal van andere titels die je kan behalen als golfbiljarter. Denk maar aan provinciale- of verbondstitels. 